# Delphinium kolymense
Delphinium kolymense là một loài thực vật có hoa trong họ Mao lương. Loài này được A.P.Khokhr. mô tả khoa học đầu tiên năm 1980.